# Koza Amalthea z dojenčkom Jupitrom in Favnom
Koza Amalteja z dojenčkom Jupitrom in Favnom je najzgodnejše znano delo italijanskega umetnika Giana Lorenza Berninija. Kip, izdelan nekje med letoma 1609 in 1615, je zdaj v zbirki Borghese v Galeriji Borghese v Rimu.

## Ozadje
Po mnenju Filippa Baldinuccija je osemletni Gian Lorenzo, še preden je Pietro Bernini preselil svojo družino iz Neaplja v Rim, ustvaril »majhno marmorno glavo otroka, ki je bila čudež vseh«. V svojih najstniških letih je izdelal številne podobe puttov, debelušnih fantkov, običajno golih in včasih krilatih. Za razliko od kerubov, ki predstavljajo drugi red angelov, so bile te figure puttov posvetne in so predstavljale nereligiozni pasijon. Od treh ohranjenih marmornih skupin puttov, ki jih lahko pripišemo Berniniju, je Koza Amalteja z dojenčkom Jupitrom in Favnom edina, ki jo je mogoče približno datirati. Leta 1615 je bil za leseni podstavek za kiparsko skupino plačan tesar. Nekateri pisci datirajo delo že v leto 1609, na podlagi slogovnih razlogov in razlage fakture podstavka iz leta 1615, ki kaže, da je bil podstavek zamenjava.

## Opis
Skulptura prikazuje Amaltejo kot kozo, boga otroka Jupitra in otroka Favna.